# Франсуа-Антуан Лаллеман
Франсуа-Антуан Лаллеман (фр. François Antoine Charles Lallemand; 23 червня 1774 —†9 березня 1839) — французький генерал часів Першої імперії, пер Франції.

## Життєпис

### На службі республіки
Народився 1774 році у м.Мец. Походив з родини перукаря. Отримав гарну освіту. У 1792 році добровольцем поступив до 16-го полку легкої артилерії, що стояв у Страсбурзі. Брав участь у битвах в Аргонському лісі та біля Тріра. У 1793 році перейшов до 1-го кавалерійського корпусу. Служив в Мозельськой та Самбро-Мааській арміях. Служив ад'ютантом генерала Еліаса.
Під час Вандем'єрського заколоту надав важливу допомогу генералу Бонапарту, за що отримав звання молодшого лейтенанта драгунів. Згодом був учасником Італійської та Єгипетської кампаній. під час останнього був ад'ютантом генерала Жюно, а незабаром за звитягу при облозі Яффи отримав звання капітана.

### На службі Бонапарта
По поверненню з Єгипта призначається першим консулом Наполеоном Бонапартом командиром ескадрону й у 1801 році отримує Орден почесного легіону. Того ж року відправився на Сан-Домінго (Гаїті) у складі військ генерала Леклерка. У 1807 році відзначився у битві при Єні, наступного року — при Фрідланді. За це отримав звання полковника та великого офіцера Ордена Почесного легіону. У 1808—1809 та 1811—1813 роках воював в Іспанії. У 1811 році отримав звання бригадного генерала. Брав активну участя у військових кампанях 1813 та 1814 років. У 1814 році відповідав за оборону Гамбурга. Після капітуляції міста у травні того ж року повернувся до Франції.
Після зречення Наполеона I, перейшов наслужбу до Бурбонів, від яких отримав орден Святого Людовика. Втім під час Ста днів став на бік Бонапарта. Останній призначив Лаллемана генерал-лейтенантом й пером Франції. Командував кавалерійською гвардією у битвах при Флерюсі та Ватерлоо. після поразки супроводжував Наполеона до Ніора. Був заарештований англійцями. Перебував у в'язницях Плімута та Мальти. Завдяки генералу Саварі здобув волю. У 1815 році військовою радою Франції заочно присуджений до страти.

### Еміграція
У 1816 році прибув до Смірни, але незабаром за наказом уряду Османської імперії вимушений був її залишити. Переїхав до Персії. Потім перебрався у 1817 році до Сполучених Штатів Америки. намагався розбудувати французьку колонію у Техасі у м. Галвестон. Встиг побудувати 4 форти, але внаслідок складних природних умов й протидії уряду США вимушений відмовитися від своїх планів. Того ж року переїхав до Нового Орлеану, де отримав американське громадянство. Тут розробляв плану рятування Наполеона Бонапарта з о. Святої Олени. У 1823 році переїхав до Лісабону та Кадісу, де намагався надати допомогу республіканцям проти роялістів, втім марно.

### Останні роки
У 1830 році повернувся до Франції. був відновлений у званні генерал-лейтенанта та пера Франції. Очолив кавалерійську дивізію, у 1837—1838 роках був військовим губернатором Корсики. У 1838 році стає кавалером Ордена Почесного легіону, командир 10-ї дивізії у Тулузі. Помер 9 березня 1839 року у Парижі.